# Cristian Bratu
Cristian Nicolae Bratu (n. 24 decembrie 1977, Pitești, România) este un fotbalist român retras din activitate, care ultima dată a jucat pentru clubul de fotbal FC Argeș 1953 Pitești.